# Leo Canjels
Leonard „Leo” Canjels (ur. 1 kwietnia 1933 w Bredzie, zm. 26 maja 2010 tamże) – holenderski piłkarz grający na pozycji napastnika oraz trener piłkarski.

## Kariera
Leo spędził całą swoją karierę piłkarską w NAC Bredzie, w której zadebiutował w sezonie 1956/1957 i grał przez kolejne siedem lat. W całej karierze wystąpił w 144 meczach, w których zdobył 82 bramki. Jako gracz tej drużyny dwukrotnie, w 1958 i 1959 roku, sięgnął po tytuł króla strzelców ligi Eredivisie.
Wystąpił w trzech spotkaniach reprezentacji Holandii, w których zdobył dwie bramki.
Po zakończeniu kariery piłkarskiej został trenerem klubu, w którym występował przez całą swoją karierę piłkarską, a następnie objął stanowisko menadżera klubów takich jak Club Brugge, MVV Maastricht czy też KV Mechelen.
Po długiej chorobie zmarł 26 maja 2010 roku.